# Инцидент с НЛО в Воронеже
Инцидент с НЛО в Воронеже — сообщения о наблюдениях в конце сентября 1989 года неопознанного летающего объекта и пришельцев в Воронеже, опубликованное в местной газете «Коммуна» и получившее широкое освещение в мировых СМИ после публикации в ТАСС.

## Сообщение в местной газете
3 октября 1989 года в воронежской газете «Коммуна» в рубрике «Происшествия» была опубликована заметка «Футбол с пришельцами», сообщающая о наблюдении школьниками НЛО в Южном парке в районе Машмет.
Ребята в парке играли в футбол. День клонился к вечеру. В половине седьмого мальчики увидели в небе розовое свечение, а затем и шар красно-бордового цвета. Шар диаметром около десяти метров кружился на высоте примерно 12 метров от земли, и было видно, как примялась под ним трава. Вскоре шар улетел. Через несколько минут НЛО вернулся, завис над парком. К этому времени прибежали взрослые. В нижней части шара открылся люк, появилось существо примерно трёхметрового роста в серебристом комбинезоне и «сапогах» бронзового цвета, с каким-то диском на груди и с тремя глазами
В заметке, автором которой был указан уфолог Александр Мосолов, сообщалось, что свидетелями инцидента стали школьники Вася Сурин, Женя Блинов, Юля Шолохова и «ещё человек сорок взрослых».

## Внимание зарубежных СМИ
Вскоре после первой заметки в «Коммуне», сообщение о наблюдении НЛО распространило ТАСС, тогда — центральный информационный орган СССР. После сообщения агентства о наблюдении НЛО в Воронеже, об этом написали крупнейшие иностранные СМИ. Руководитель Воронежской геофизической лаборатории Генрих Силанов заявил в интервью ТАСС, что место посадки было идентифицировано «с помощью биолокации». Согласно советским справочникам, биолокация — это экстрасенсорный метод слежения за невидимыми человеческому глазу объектами или людьми, эффективность которого большинство западных учёных ставило под сомнение. Что касается утверждений, содержащихся в первоначальных сообщениях ТАСС о внеземном происхождении породы, обнаруженной на месте происшествия, Генрих Силанов позже заявил, что это была разновидность гематита, широко распространённого в СССР, и заявил газете «Социалистическая индустрия»: «Не верьте всему, что слышите от ТАСС. Мы никогда не передавали им ни слова из того, что они опубликовали».
The New York Times писала, что их редакция связалась с ТАСС для комментария и ночной дежурный в агентстве ответил им, что «сообщение не было ни мистификацией, ни шуткой». В целом же статья в The New York Times иронично описывает сообщение советского информагентства, сравнивая подобные новости с уровнем супермаркетного таблоида. Сообщения ТАСС об НЛО дало повод западным журналистам усомниться в качестве работы информационного агентства. Журналист The New York Times обвинил некогда степенное ТАСС в заражении сенсационным тоном. Издание связывалось c директором областного департамента здравоохранения Владимиром Моисеевым, который сообщил The New York Times, что, несмотря на заявления о всеобщем страхе в Воронеже, никто из свидетелей не обращался за медицинской помощью. Его ведомство планировало осмотреть детей, но и спустя несколько недель после инцидента не сделало этого. Newsweek отмечал, что сообщения об НЛО в советской прессе появились задолго до гласности, однако воронежский инцидент вызвал «настоящий потоп новых сообщений о пришельцах». Associated Press также обратило внимание на то, что воронежская история стала очередной в ряду подобных сообщений в советской прессе с приходом политики гласности. Журналистам издания история напомнила статью, опубликованную годом ранее в ежедневной газете «Социалистическая индустрия», где сообщалось о предполагаемом «близком контакте» доярки и инопланетянина в Пермской области.
Публикация ТАСС среди прочих подобных попала в обзор ЦРУ о сообщениях наблюдения НЛО в советской прессе за 1989 год. В короткой ссылке на ТАСС отчёт сообщает, что информагентство сообщило о многочисленных свидетелях посадки НЛО в воронежском парке. Во время событий в Воронеже в СССР находился франко-американский астроном и уфолог Жак Валле, который встречался с участниками наблюдений и описал впечатления в своей книге об НЛО в СССР.

## Изучение
Автор первоначальной заметки «Футбол с пришельцами» Александр Мосолов не был журналистом. Во время написания заметки он работал инженером на Воронежском авиазаводе и с детства увлекался НЛО. По свидетельству самого Мосолова, с 1978 года он с группой энтузиастов изучал аномальные явления. Хотя в газете Мосолов указан автором текста, по его словам, он лишь передал черновики своих бесед со школьниками знакомому журналисту Олегу Столярову, а через несколько дней статья была опубликована. «Комсомольская правда» отмечает, что заметка написана со слов детей и не подвергалась внутреннему фактчекингу и содержала явные ошибки. Например, событие, по словам Мосолова, произошло не 27 сентября, а 23-го, также в статье появилась информация о 40 взрослых свидетелях. Единственным взрослым, заявившем в телефонном интервью о наблюдении НЛО 27 октября, стал лейтенант Сергей Матвеев из Воронежского РОВД. Лейтенант сказал, что «это был явно летающий в небе объект», будто он двигался бесшумно на очень высокой скорости и малой высоте.
21 октября 1989 года в «Коммуне» была опубликована статья «Феномен требует осмысления», где журналист Олег Столяров (автор первой сенсационной заметки) признал, что его сообщение о 40 взрослых свидетелях в «Футболе с пришельцами» не соответствует действительности, а свидетелями якобы встречи с пришельцами были только дети. В этой статье также сообщалось, что в редакцию позвонили более 30 человек, среди которых были взрослые разных профессий. Опрашиваемые позже журналистами и уфологами дети давали противоречивые показания.
Для изучения воронежского феномена была создана специальная комиссия, возглавленная доцентом ВГУ Игорем Суровцевым. В комиссию вошли специалисты различных областей, изучавшие место предполагаемой посадки НЛО. Были взяты пробы грунта, листвы и травы из парка, а также получены данные радиолокационных станций. Спустя 2 месяца Суровцев объявил, что эксперты не зафиксировали аномалий за исключением повышенного уровня загрязнения радиоизотопами, что можно объяснить последствиями аварии на ЧАЭС. Исполняющий обязанности командира авиаотряда Воронежского аэропорта Чобур Б. А. на запрос журналиста сообщил, что с 20 по 30 сентября радарами не было зафиксировано неопознанных летающих объектов в радиусе 200 км. Но и допустил, что, возможно, такие объекты могли быть невидимы для локаторов.
После публикаций в мировых изданиях в Воронеж приезжала съёмочная группа Владимира Познера, но им не удалось найти каких-либо доказательств, кроме рассказов детей. Репортаж из Воронежа заканчивался на весьма скептической ноте. В сюжете предлагалось альтернативная трактовка произошедшего, объясняющая всё воображением детей.

## Критика
Уроженец Воронежа, лётчик-космонавт и профессор Константин Феоктистов написал ироничную заметку в «Московские новости», где рассматривал произошедшее исключительно как детскую выдумку. Помимо прочего, в тексте Феоктистов шутит: «А спустя день в Москве стало известно, что они [небесные засланцы] явились с ультиматумом: „Если до 2000 года не закончите перестройку — испепелим Землю“».
Обозреватель Говард Г. Чуа-Эоан посчитал, что на самом деле была довольно веская причина, по которой ТАСС и другие советские новостные агентства в то время «сходили с ума» от таких безумных новостей. В первую очередь он связал это с политикой гласности, проводимой Михаилом Горбачёвым, что было в новинку для новостных изданий и они экспериментировали с тем, насколько далеко могут зайти. Также, по мнению журналиста, угасание веры в Советский Союз делало возможным появление подобных менее удручающих историй об инопланетянах и мистических существах.
С гласностью и перестройкой обрушение на Советский Союз «настоящей паранормальной лавины» сообщений об НЛО связал и критик паранормальных явлений Пол Куртц. По его мнению, советская пресса подражала худшим сенсационным излишествам масс-медиа на Западе, которые часто больше заинтересованы в продаже странных утверждений доверчивой публике, чем в установлении истины. Куртц назвал это ценой, которую более свободное общество должно заплатить за свободу слова.